# Diecezja Maintirano
Diecezja Maintirano – diecezja rzymskokatolicka na Madagaskarze. Powstała 8 lutego 2017.

## Biskupi diecezjalni
- Gustavo Bombin Espino OSsT (2017–2023)
- Clément Herizo Rakotoasimbola (od 2024)